# Claude Minière
 (novembre 2020).
 (novembre 2020).
Si vous disposez d'ouvrages ou d'articles de référence ou si vous connaissez des sites web de qualité traitant du thème abordé ici, merci de compléter l'article en donnant les références utiles à sa vérifiabilité et en les liant à la section « Notes et références ».
Claude Minière est un essayiste et poète né à Paris, le 25 octobre 1938.

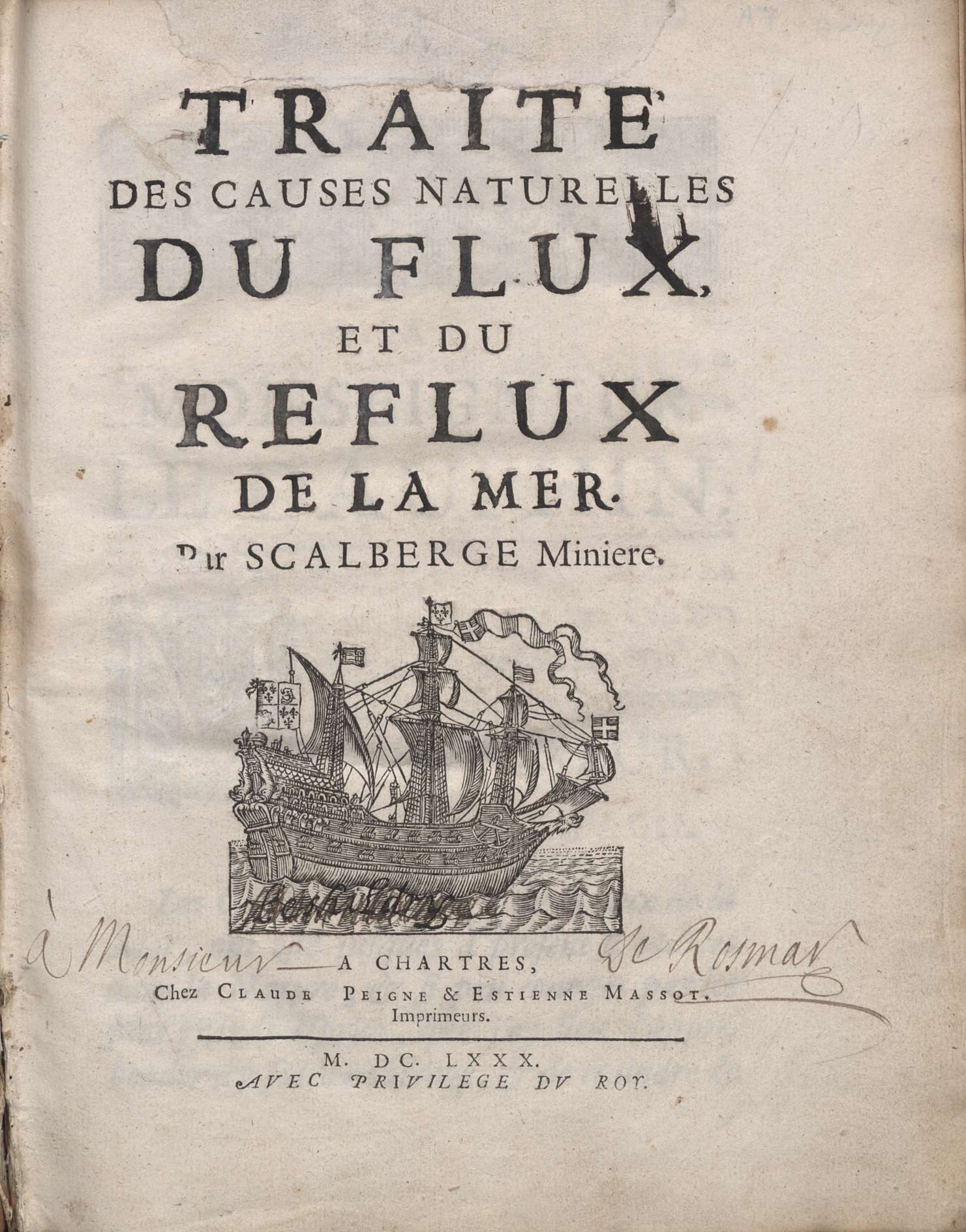
Un lointain ancêtre.

Instituteur dans la campagne beauceronne, il entre ensuite au Ministère de la Culture pour différentes missions, notamment au Centre Georges-Pompidou et à l'École des Beaux-arts de Paris, où il a enseigné pendant quinze ans et dont il a aussi été administrateur.   
Il participe dans sa jeunesse aux activités de groupes d’avant-garde, avant de se tourner vers une écriture plus classique et solitaire. Ses premiers poèmes sont publiés dans la revue Tel Quel en 1966.
Il est l’auteur d’un « Panorama » de la création artistique en France entre 1965 et 1995 (L’art en France 1965-1995, Nouvelles éditions françaises, Paris, 1995).
Avec Margaret Tunstill, il a traduit en français le poète américain Frank O'Hara, ainsi que deux ouvrages d’Ezra Pound : Henri Gaudier-Brzeska, A Memoir (Henri Gaudier-Brzeska, Tristram éd., 1992) et Treatise on Harmony (Julien Salvy éd. 1980).
À côté de ses nombreux recueils de poésie, il a publié trois essais : Traité du scandale (Rouge Profond, coll. « Stanze »), Pound caractère chinois (Gallimard, coll. « L'Infini) » et Barnett Newman (Tarabuste).
Il a contribué à plusieurs revues : Tel Quel, Critique, Po&sie, TXT, L'infini ou Art Press.
Rendant compte du recueil L'espace entre l'éclair et le tonnerre, que Claude Minière a fait publier en 2022, Pascal Boulanger écrit dans Art Press :  

« Voici un écrivain qui, depuis son premier livre publié en 1968, croit aux ressources de la poésie, à condition de l'envisager non pas comme un éternel reportage mais comme saisie et dessaisissement, musique des instants et pensée historiale, dérive joyeuse ou grave. »

## Publications
- L’Application des lectrices aux champs, Éditions du Seuil, 1968 ; poésie
- L’art en France 1965-1995, Nouvelles éditions françaises, Paris, 1995
- Glamour, Christian Bourgois Éditeur, 1979 ; récit
- Difficulté passagère, TXT, 1988 ;  poésie
- Lucrèce, Flammarion, 1997 ; poésie
- La trame d'or, Éditions Aleph, 1999 ; poésie
- Balthus, Georges Fall éd., 2000 ; essai
- Le Temps est un dieu dissipé, Tarabuste, 2000 ; poésie
- Hymne, Tarabuste, 2002 ; poésie
- Pall Mall, journal 2000-2003, Comp'Act, 2005
- Traité du scandale, Rouge Profond, coll. « Stanze », 2005 ; essai
- Perfection, Rouge Profond, coll. « Stanze », 2005 ; poésie
- Pound caractère chinois, Gallimard, coll. « L'Infini », 2006 ; essai
- Grande Baigneuse, poème de Claude Minière, livre d'artiste peint par Claude Viallat, Éditions de Rivières, XII exemplaires, 2006
- Tsimtsum, poème de Claude Minière, livre d'artiste, collages originaux de Daniel Dezeuze, Éditions de Rivières, XII exemplaires, 2006
- Le dessin pour liberté : Daniel Dezeuze, Jean-Pierre Huguet éditeur / Galerie Athanor, 2007
- Notes sur le départ, Tarabuste, 2008 ; récit
- Comment se compte le temps, poème de Claude Minière, livre d'artiste, dessin original de Daniel Dezeuze, Éditions de Rivières, XV exemplaires, 2008
- Je/hiéroglyphe, Tarabuste, 2011 ; poésie
- Barnett Newman, retour vers l'Eden, Tarabuste, 2012 ; essai
- La trame d'or, collection « PaRDèS », Marie Delarbre Éditions, 2013 ; poésie  (ISBN 978-2-913351-22-6) (réédition de la version de 1999, édité par Aleph)
- Le théâtre de verdure, Marie Delarbre Éditions, coll. « Les carnets noctambules », 2013 ; essai poétique (ISBN 978-2-913351-21-9)
- Gueule noire, éd. à tirage limité, avec deux gravures de M. Pérez, Carte Blanche, 2015
- Paysages d'Herman Melville, collection « Théories », Marie Delarbre Éditions, 2017 (ISBN 978-2-913351-36-3)
- Encore cent ans pour Melville, Gallimard, coll. « L'Infini », 2018  (ISBN 978-2-07-274156-2)
- Courbet, marée montante, Invenit, 2019, (ISBN 978-2-37680-005-7)
- Un coup de dés (essai sur Blaise Pascal), Tinbad, 2019  (ISBN 979-10-96415-25-0)
- Itus et reditus, Le Corridor bleu, 2020  (ISBN 978-2-914033-86-2)
- Le Livre des amis et des ennemis, ZA éditions, 2020
- Refaire le monde, Gallimard (ISBN 978-2-07-286990-7)
- Comment peut-on être cartésien?  Éditions Tituli, 2021, (ISBN 978-2-37365-147-8)
- Quel avenir pour Cavalcanti ?, Louise Bottu, coll. « Inactuels/Intempestifs », 2021 (ISBN 979-10-92723-48-9)
- L'Espace entre l'éclair et le tonnerre, Gallimard, 2022  (ISBN 978-2-07-294527-4)
- Guerre et paix et guerre, Peintures de Jacques Barry, éditions Voix d'encre, 2024 (ISBN 978-2-35128-217-5)
- Patrie, Les petites allées, 2025,  (ISBN 978-2-494235-08-3)